# Песто
Песто (на италиански: pesto, от pestato, pestare – стриване, смачкване) е популярен сос от италианската кухня, произведен на основата на зехтин, босилек и сирене.
Обикновено е със зелен цвят (от босилека), но съществуват и такива с червен цвят, придаден от добавените сушени на слънце домати.
Произхожда от Северна Италия, от района на Лигурия, основно от Генуа (Pesto alla genovese). Счита се, че е известен още от времето на Римската империя, но първите писмени сведения са от 1865 година.
Пестото, тъй като съдържа босилек, е богато на витамин К и витамин А.

## Класическа рецепта
Класическото Pesto alla genovese се приготвя с помощта на мраморен или дървен хаван (чукало) от босилек, набран в околностите на Генуа, готварска сол, семена от пиния (дърво от семейство Борови), чесън, зехтин (extra virgin) и сирене пекорино. В някои от класическите рецепти вместо семена от пиния се използват орехи или кашу, а сиренето може да бъде пармезан или грана падано.
Пестото най-често се използва при консумирането на паста, лазаня, при приготвяне на супи, с крутони или се намазва на филия хляб.
Във френската историческа област Прованс съществува отделен вариант на този сос, наречен писту (на френски: pistou), в който обикновено не се добавят ядки.
В Австрия от тиквени семки се приготвя „тиквено песто“, а в Германия също приготвят свой вариант на соса, където вместо босилек за приготвянето му се използва левурда (позната в България още като „мечи лук“, „див чесън“, „див лук“).